# 莎拉·康納
莎拉·康納（英語：Sarah Connor）是一名在「魔鬼終結者系列電影」中登場的一名虛構角色，為《魔鬼終結者》、《魔鬼終結者2》、《魔鬼終結者：創世契機》和《魔鬼終結者：黑暗宿命》的主角之一。該角色由詹姆斯·卡麥隆創作。
莎拉在《魔鬼終結者》、《魔鬼終結者2》和《魔鬼終結者：黑暗宿命》由琳達·漢彌頓飾演，而在《魔鬼終結者：創世契機》中則由艾蜜莉亞·克拉克飾演。